# 戸羽隆
戸羽 隆（とば たかし、1970年8月27日 - ）は、栃木県佐野市出身の元プロ野球選手（内野手）。右投右打。

## 来歴・人物
佐野日大高から、1988年のプロ野球ドラフト会議でオリックス・ブレーブスから5位指名を受け入団。
プロ2年目の1990年に一軍初出場を果たすが、1992年オフに現役を引退。現役時は肩と膝の故障に悩まされていた。
引退後は、2年間ほど会社員を務め、湯河原カンツリー倶楽部所属の研修生を経て、インドアゴルフスクール・ゴルフパーク小田原で講師を務めている。

## 詳細情報

### 年度別打撃成績
| 年 度     | 球 団      | 試 合 | 打 席 | 打 数 | 得 点 | 安 打 | 二 塁 打 | 三 塁 打 | 本 塁 打 | 塁 打 | 打 点 | 盗 塁 | 盗 塁 死 | 犠 打 | 犠 飛 | 四 球 | 敬 遠 | 死 球 | 三 振 | 併 殺 打 | 打 率 | 出 塁 率 | 長 打 率 | O P S |
| --------- | ---------- | ----- | ----- | ----- | ----- | ----- | -------- | -------- | -------- | ----- | ----- | ----- | -------- | ----- | ----- | ----- | ----- | ----- | ----- | -------- | ----- | -------- | -------- | ----- |
| 1990      | オリックス | 22    | 33    | 28    | 1     | 5     | 2        | 0        | 0        | 7     | 3     | 0     | 0        | 0     | 0     | 4     | 0     | 1     | 9     | 0        | .179  | .303     | .250     | .553  |
| 通算：1年 | 通算：1年  | 22    | 33    | 28    | 1     | 5     | 2        | 0        | 0        | 7     | 3     | 0     | 0        | 0     | 0     | 4     | 0     | 1     | 9     | 0        | .179  | .303     | .250     | .553  |

### 記録
- 初出場：1990年8月26日、対近鉄バファローズ22回戦（阪急西宮球場）、9回裏に弓岡敬二郎の代打として出場
- 初打席・初安打：同上、9回裏に阿波野秀幸から中前安打
- 初先発出場：1990年9月9日、対西武ライオンズ24回戦（阪急西宮球場）、9番・遊撃手として先発出場
- 初打点：1990年9月26日、対福岡ダイエーホークス24回戦（阪急西宮球場）、3回裏に村田勝喜から適時二塁打

### 背番号
- 50 （1989年 - 1992年）